# Tumulus van Piétrain
De  Tumulus van Piétrain (Petrem) of Tumulus van Herbais is een Gallo-Romeinse grafheuvel direct naast het gehucht Herbais in de Belgische provincie Waals-Brabant in de gemeente Geldenaken. De heuvel ligt ongeveer twee kilometer ten zuiden van het dorp Petrem in de buurt van de Rue du Tumulus.
De tumulus is niet meer zo groot als die vroeger geweest moet zijn; door de tijd is de aarden heuvel verkleind. Hij heeft afmetingen van 28 meter bij 14 meter en is maximaal 3,2 meter hoog. In de grafheuvel ontdekte men een houten grafkelder van 2 bij 2 meter met meubilair uit de 2e eeuw. De grafkelder was deels geplunderd.

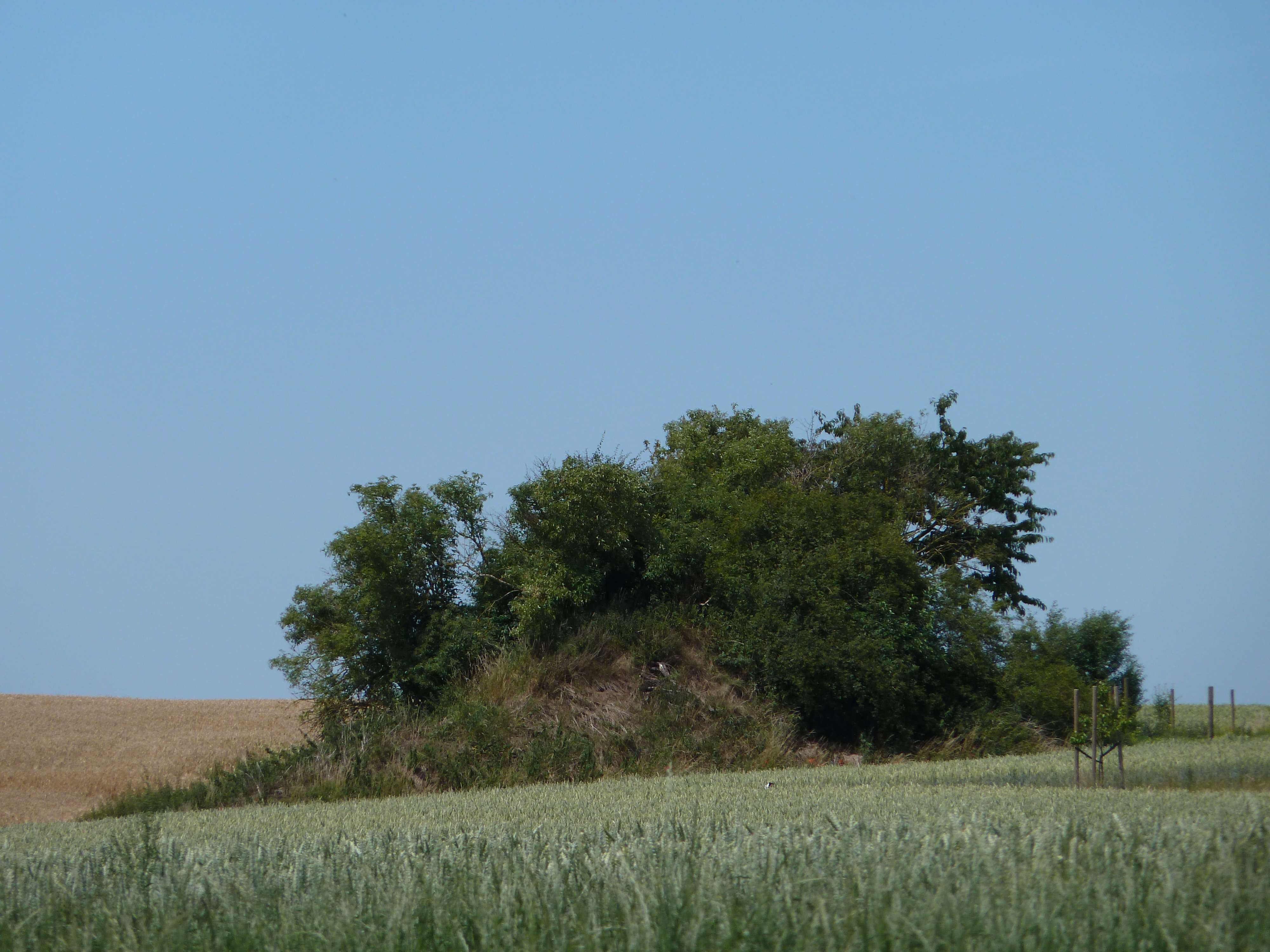
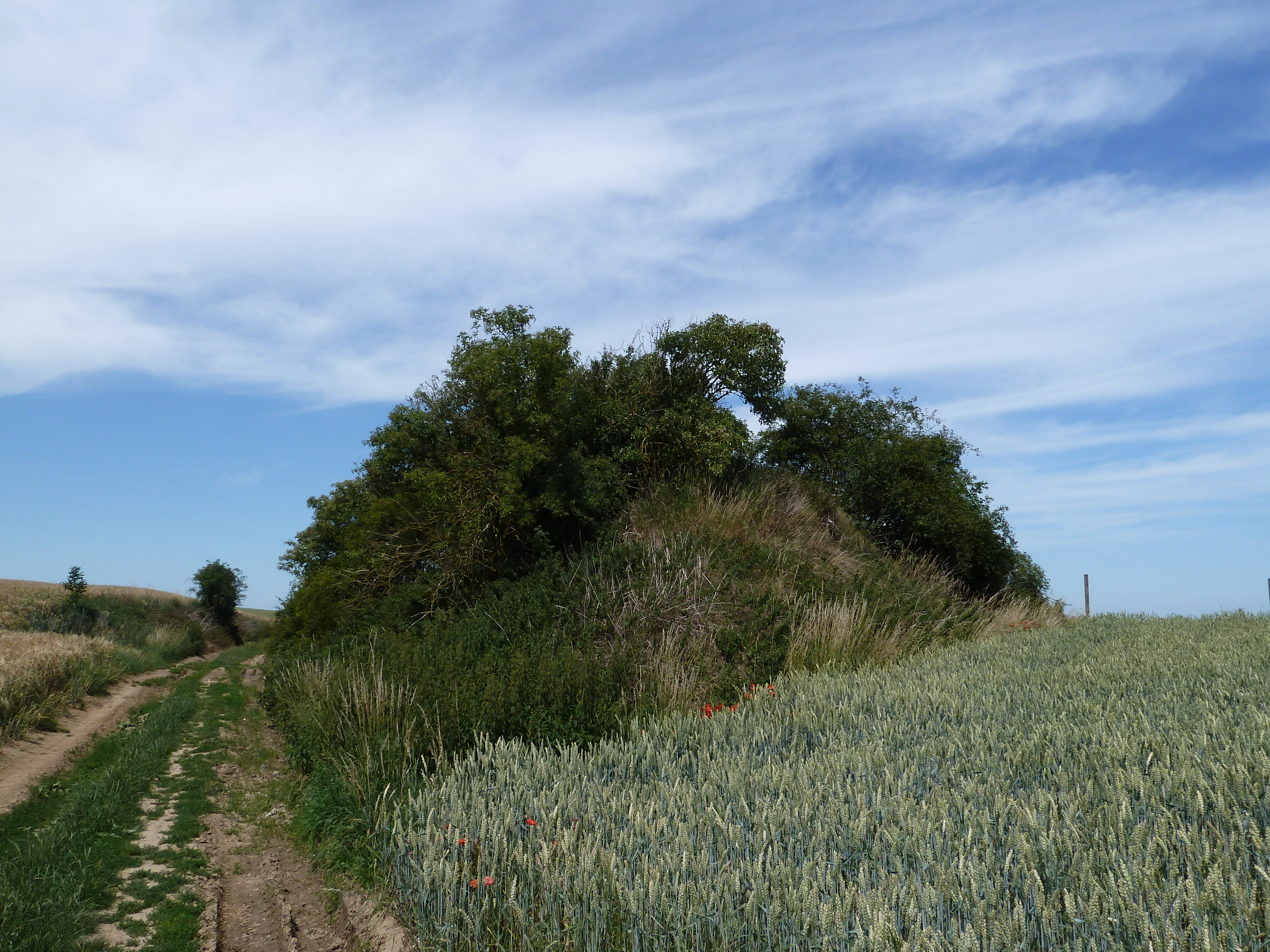
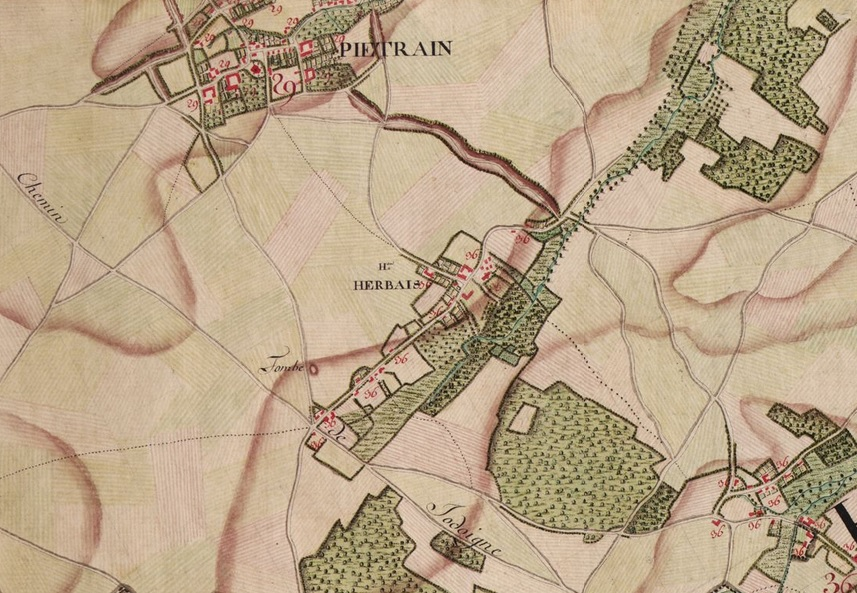
De Tumulus van Piétrain op de Ferrariskaart